# Граніт (Болгарія)
Грані́т (болг. Гранит) — село в Старозагорській області Болгарії. Входить до складу общини Братя-Даскалові.

## Населення
За даними перепису населення 2011 року у селі проживали 690 осіб.
Національний склад населення села:
| Національність   | Кількість осіб | Відсоток |
| ---------------- | -------------- | -------- |
| болгари          | 372            | 54,2%    |
| цигани           | 305            | 44,5%    |
| турки            | 4              | 0,6%     |
| інша             | 0              | 0%       |
| не визначились   | 5              | 0,7%     |
| Всього відповіли | 686            |          |

Розподіл населення за віком у 2011 році:
Динаміка населення: